# Comantella rotgeri
Comantella rotgeri là một loài ruồi trong họ Asilidae. Comantella rotgeri được James miêu tả năm 1937. Loài này phân bố ở vùng Tân Bắc giới.